# Берта Таунсенд
Берта Таунсенд (англ. Bertha Townsend; 7 березня 1869 — 12 травня 1909) — колишня американська тенісистка.
Перемагала на турнірах Великого шолома в одиночному та парному розрядах.

## Фінали турнірів Великого шолома

### Одиночний розряд (2–1)
| Результат | Рік  | Турнір        | Покриття | Суперниця     | Рахунок  |
| --------- | ---- | ------------- | -------- | ------------- | -------- |
| Перемога  | 1888 | Чемпіонат США | Трава    | Еллен Генселл | 6–3, 6–5 |
| Перемога  | 1889 | Чемпіонат США | Трава    | Ліда Воргіс   | 7–5, 6–2 |
| Поразка   | 1890 | Чемпіонат США | Трава    | Еллен Рузвелт | 2–6, 2–6 |

### Парний розряд (1–1)
| Результат | Рік  | Турнір        | Покриття | Партнерка        | Суперниці                   | Рахунок  |
| --------- | ---- | ------------- | -------- | ---------------- | --------------------------- | -------- |
| Перемога  | 1889 | Чемпіонат США | Трава    | Марґарет Баллард | Меріон Райт Лора Найт       | 6–2, 6–0 |
| Поразка   | 1890 | Чемпіонат США | Трава    | Марґарет Баллард | Ґрейс Рузвелт Еллен Рузвелт | 1–6, 2–6 |